# Frühlingstraße 5 (Bad Kissingen)

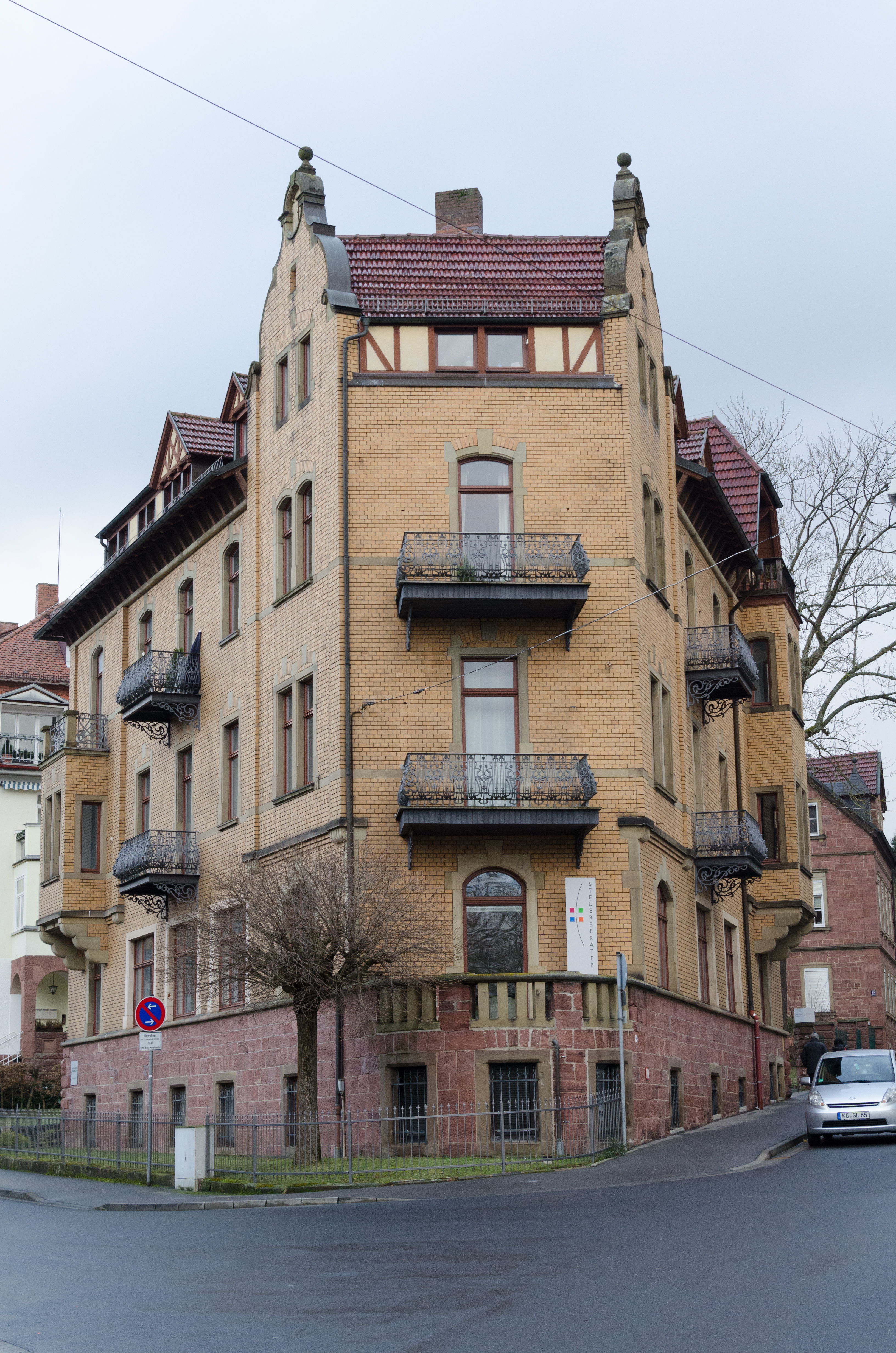
Frühlingstraße 5 in Bad Kissingen

Das Anwesen Frühlingstraße 5 in der Frühlingstraße in Bad Kissingen, der Großen Kreisstadt des unterfränkischen Landkreises Bad Kissingen, gehört zu den Bad Kissinger Baudenkmälern und ist unter der Nummer D-6-72-114-289 in der Bayerischen Denkmalliste registriert.

## Geschichte
Das historistische Mietshaus wurde im Jahr 1902 vom Bad Kissinger Architekten Carl Krampf errichtet. Bei dem Anwesen handelt es sich um einen dreigeschossigen Klinkerbau mit bossiertem Sockelgeschoss und Mansarddach, mit Erkern, geschweiften Giebeln und Sandsteingliederung. Bedingt durch die spitzwinklige Ecklage des Hauses, handelt es sich bei der beherrschenden Eckfront um eine Restfläche. Der zwischen Ziergiebeln eingezwängte Eindruck war im ursprünglichen Zustand des Hauses abgemildert, als dieses noch über einen Turmaufsatz und statt der heutigen Eisenbalkone über einen überdachten, hölzernen Loggienvorbau verfügte.
Das Mietshaus ist identisch mit dem Anwesen in der Bad Kissinger Von-der-Tann-Straße 13.